# Château de Melfi
Pour les articles homonymes, voir Melfi.

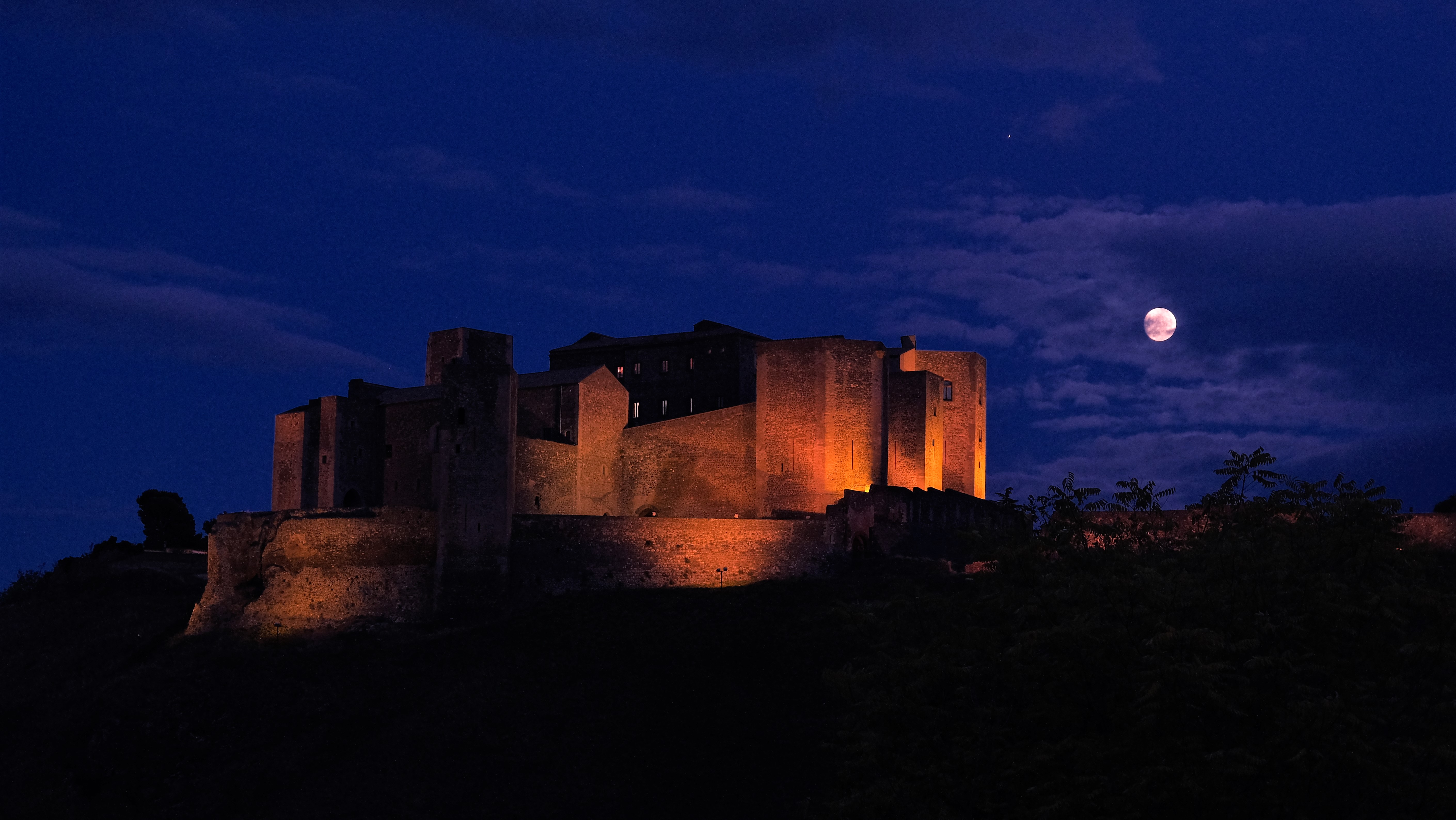
Le chateau de Melfi en octobre 2020.

Le château de Melfi est un château médiéval situé sur la commune de Melfi, dans la province de Potenza dans la région Basilicate en Italie. Géré par l'état italien, il est l'un des châteaux médiévaux les plus importants du Mezzogiorno.

## Histoire

### Les Normands en Italie
L’histoire du château de Melfi débuta au XIe siècle à la suite de la conquête normande. Les chefs normands ont commencé à occuper Melfi et à la fortifier dès 1043 lors de la conquête du sud de l’Italie. Géographiquement, le château de Melfi est probablement la première forteresse érigée par les Normands en Italie. Le château a été construit sur les bases d’une forteresse byzantine, puis il surmonte un précipice à l’extrémité de la ville de Melfi. Le comte normand Robert Guiscard construit la cathédrale, ainsi que le château. Le premier évêque a été attesté en 1059, lorsque l’assemblée ecclésiastique siégeait à Melfi. Les Normands ont érigé la partie centrale du château, ainsi que de ces tours angulaires. De plus, ces derniers ont également doté le château de Melfi de forteresses. Robert Guiscard fait construire autour du château une très grande muraille constituée de cinq portes. 

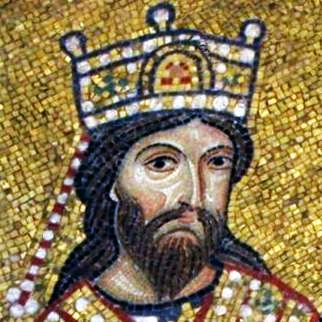
Roger II, comte et fondateur du royaume de Sicile

Par la suite, Roger II, comte et fondateur du royaume de Sicile, punit sévèrement Melfi pour les rébellions de 1133. Celles-ci détruisaient la citadelle d’un château très important aux yeux du comte. En effet, des citoyens se rebellèrent, puis ils détruisent la citadelle du château de Troia, située dans la province de Foggia en Italie du Sud. Roger II avait fait placer le duché d’Amalfi dans les villes de Troia et de Melfi. À cette époque, les châteaux étaient un symbole de royauté aux yeux des citoyens, alors ce sont les châteaux qui étaient les premiers à être attaqués lors des rébellions. C’est d’ailleurs, la raison principale pour laquelle Roger II ordonna la destruction de la forteresse du château de Melfi. Le fondateur du royaume de Sicile ne voulait pas que les citoyens attaquent ce précieux symbole lors d’une rébellion. 

### La maison de Hohenstaufen

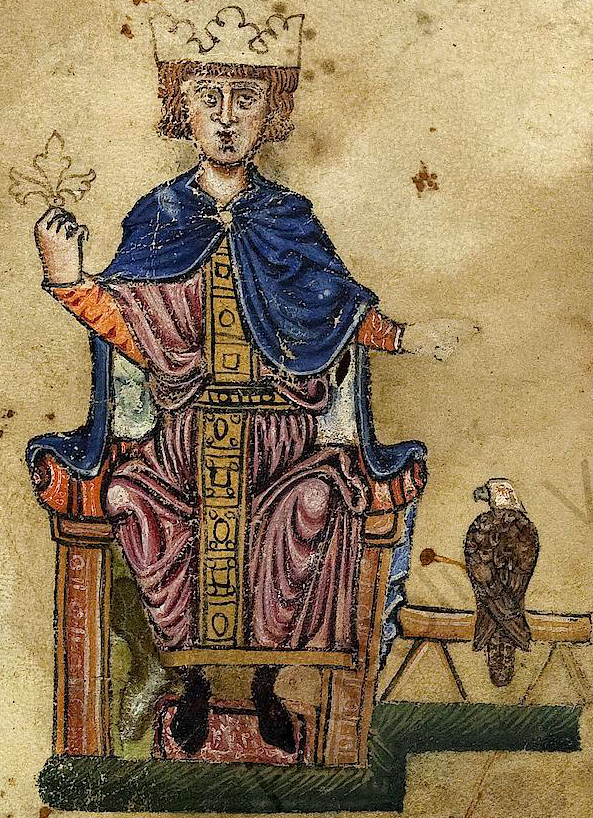
Frédéric II, Empereur des Romains.

Au XIIe siècle, la cité de Melfi passe aux mains de la dynastie salienne. En 1167, Frédéric Ier de Hohenstaufen, également appelé Frédéric Barberousse, pillera la ville de Melfi. Cependant, son fils, ainsi que son successeur Frédéric de Hohenstaufen, qui fut également appelé l’Empereur des Romains, ainsi que Frédéric II, a inscrit le château de Melfi dans l’histoire en plus de lui apporter quelques modifications. Tout en se basant sur les plans originaux du château de Melfi, l’empereur Frédéric II a donné le mandat, d’opérer une restauration en plus d’une extension réalisée dans un style unique. De plus, une muraille de maçonnerie, puis une tour de l’Empereur « Torre dell’ Imperatore » ont été ajoutées à l’architecture du château. L’Empereur des Romains apporta de nouvelles rénovations plus avant-gardistes au château. D’ailleurs, il fera construire un impressionnant damier, afin d’illustrer le contrôle et la défense militaire. De plus, après son retour de la Terre sainte, Frédéric II s’inspirera du Moyen-Orient pour la décoration du château. 
L’armature remarquablement imposante du château n’était pas uniquement reconnue grâce à son caractère architectural, elle était surtout reconnue par son caractère historique. En effet, c’est entre les murs du château de Melfi qu’en 1231, Frédéric II réforme la législation sicilienne, et il proclame le Liber Augustalis, appelé également Constitutions de Melfi. Dans ce recueil, il regroupe toute la législation sicilienne et modifie ensuite l’administration du royaume, puis l’Empereur Frédéric II explique sa propre définition de la monarchie absolue. Enfin, par cette constitution, l’Empereur des Romains adopte un État moderne. 
De plus, sous la gouverne de Frédéric II, les villes de Melfi et Potenza étaient les seules villes dans la région de Basilicale à avoir l’autorisation d’envoyer des députés au Parlement. D’ailleurs, Frédéric II a tenu deux assemblées politiques à Melfi. 
Selon une légende, le château de Melfi a été témoin principal d’une romance entre l’Empereur Frédéric II et une jeune femme qui s’appelait Bianca Lancia. De cette romance naitra le fils illégitime de Frédéric II, le futur souverain Manfred Ier de Sicile. 

### La maison capétienne d’Anjou-Sicile
Au XIIIe siècle, le château de Melfi passa aux mains de la dynastie de la maison capétienne d’Anjou-Sicile. Une seconde extension est advenue entre 1227 et 1284, lorsque les trois tours de forme pentagonale subissent une élévation, dans le but de recouvrir le fossé. Tout ce travail a été accompli sous le règne du roi de Naples et de Sicile Charles Ier d’Anjou. Ce dernier appartenait à la maison capétienne d’Anjou-Sicile, et s’appelle Carlo I D’Angio en italien.  
Par la suite, entre 1449 et 1487, Giovanna I Caracciolo ordonna à son tour de nouveaux changements au château de Melfi en donnant au pont la forme actuelle que conserve cette architecture décomposée à travers les siècles, qui était similaire à ceux des Gaulois romains du XIe siècle.   

### L’architecture du château

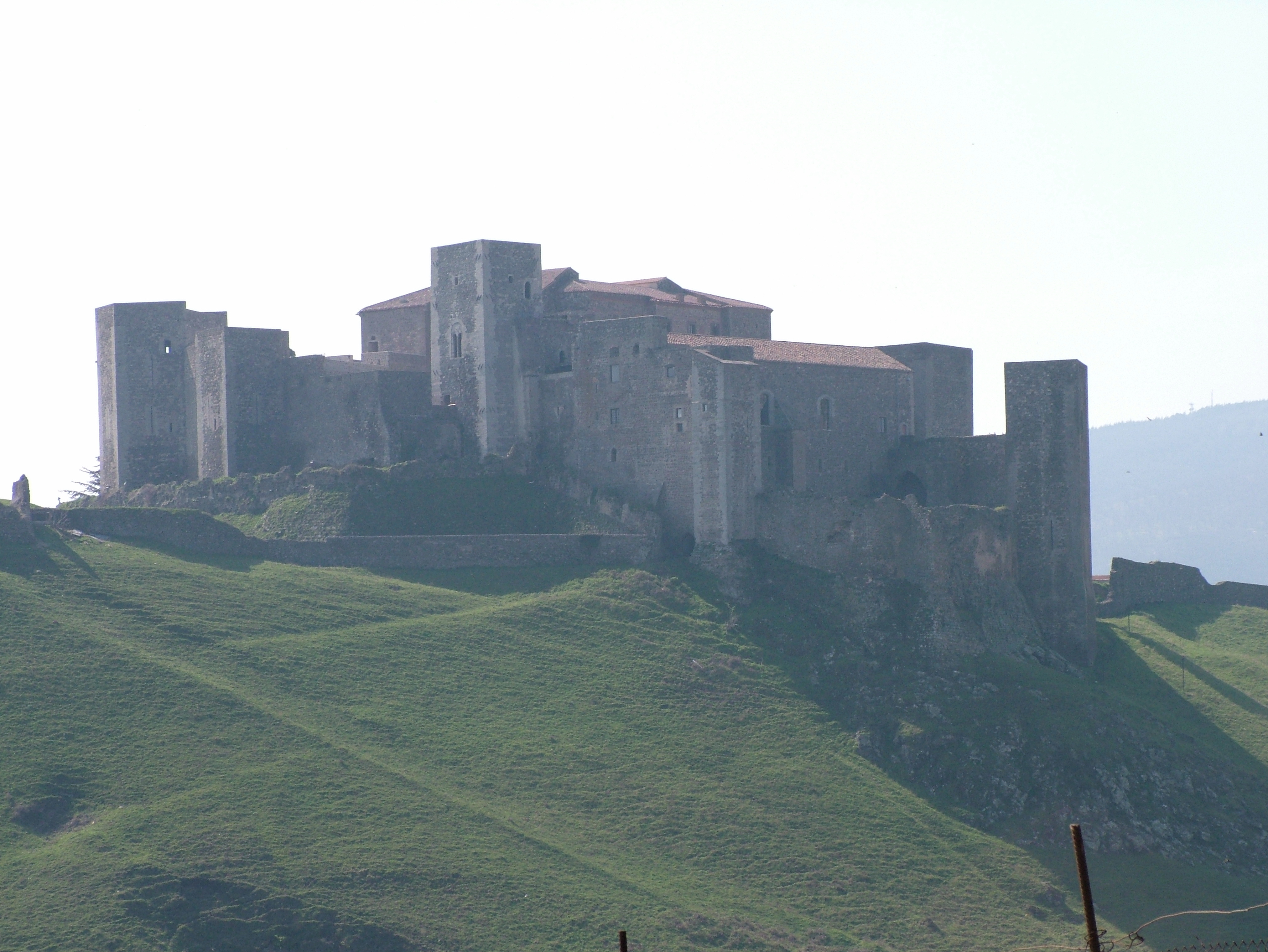
Château de Melfi

Lorsque nous observons la structure du château de Melfi aujourd’hui nous pouvons encore apercevoir un héritage architectural de style roman laissé par les Normands. Cependant, le château que nous observons aujourd’hui est, entre autres, dû aux rénovations apportées par Giovanni II Caracciolo qui dateraient environ de 1456-1460. 

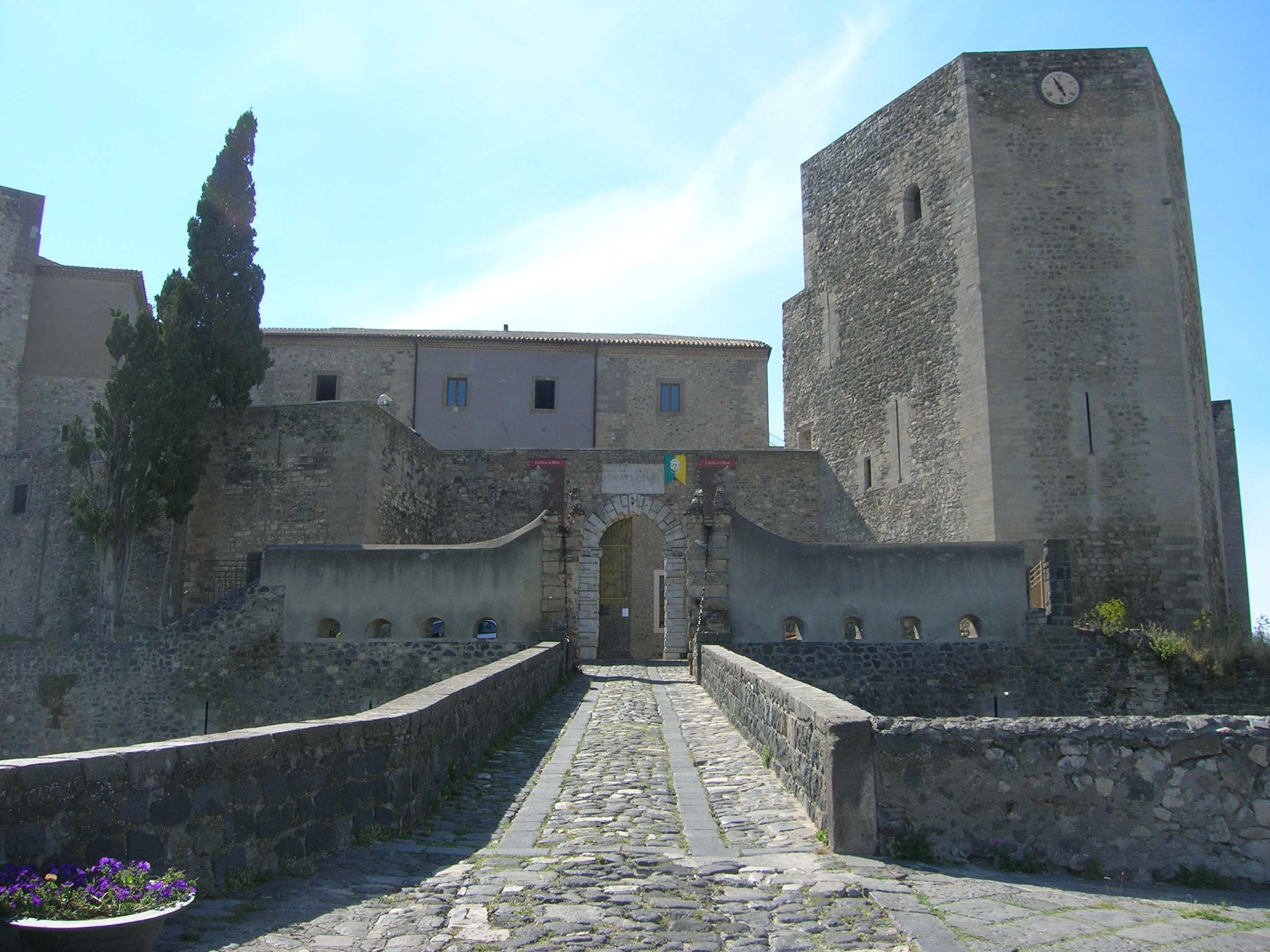
L'une des entrées du château de Melfi

Afin de rendre le château de Melfi plus sûr, aux yeux des envahisseurs, ce dernier a été érigé sur le haut d’une colline près d’un fossé. Cette colline est en réalité constituée de lave. En effet, la colline se situe au pied du mont Vulture, qui est un volcan éteint. Le château est fortifié par un rempart. Quatre entrées permettent d’accéder au château. 
De plus, le château est ceinturé par des parois, qui regroupent dix tours. Le mur d’enceinte est composé de briques de forme rectangulaire, dont la mesure est de 4,5-5 × 15 × 29-30 cm. Les tours sont de deux formes différentes, dont trois tours sont de forme pentagonale et sept tours sont de formes rectangulaires. D’ailleurs, il est pertinent de mentionner l’extraordinaire solidité de ce château médiéval, car elle a résisté à de nombreux tremblements de terre au cours de son histoire. 
Cependant, le tremblement de terre qui toucha violemment la région de Vulture en 1851 détruisit la cathédrale du château de Melfi.